# San Sebastián de Garabandal
San Sebastian de Garabandal je malá vesnice v severním Španělsku, v autonomního společenství a zároveň provincie Kantábrie, v pohoří Picos de Europa. Nachází se 600 m nad mořem. V Garabandale, který nemá ani správce farnosti, nežije více než 300 obyvatel.
Tato malá ves se stala poutním místem, protože se zde údajně uskutečnilo jedno z nejvýznamnějších zjevení Panny Marie 20. století po Fatimě v roce 1917. Údajná zjevení Panny Marie čtyřem španělským děvčatům trvala čtyři roky (1961–1965). Přestože se okolo nich vyskytly značné rozpaky, katolická církev tyto události nikdy neodsoudila, ale ani neschválila. V roce 1986 byla ustanovená nová vyšetřovací komise, která události v Garabandale zkoumá.